# Église Notre-Dame de Dannemoine
L'église de Dannemoine est une église située à Dannemoine, en France.

## Localisation
L'église est située dans le département français de l'Yonne, sur la commune de Dannemoine.

## Historique
L'édifice est classé au titre des monuments historiques en 1943.